# Rue Jules Lebrun (Bruxelles)
Pour les articles homonymes, voir Rue Jules Lebrun.
La rue Jules Lebrun (en néerlandais : Jules Lebrunstraat) est une rue bruxelloise de la commune de Schaerbeek qui va de la chaussée de Louvain à la rue Henri Evenepoel.
Du côté de la chaussée de Louvain, la rue Jules Lebrun fait face à la rue Henri Chomé.
La numérotation des habitations va de 1 à 41 pour le côté impair, et de 2 à 42 pour le côté pair.
Cette rue porte le nom d'un ancien membre du bureau de bienfaisance et membre de l'administration des hospices, Jules Lebrun, né à Molenbeek-Saint-Jean le 25 avril 1840 et décédé à Schaerbeek le 7 décembre 1906.

## Adresses notables
- nos 20-24 : Masser Industrie sa